# Aegilotriticum speltiforme
Aegilotriticum speltiforme är en gräsart som först beskrevs av Claude Thomas Alexis Jordan, och fick sitt nu gällande namn av Van Slageren. Aegilotriticum speltiforme ingår i släktet Aegilotriticum och familjen gräs. Inga underarter finns listade i Catalogue of Life.